# Vážany (district de Blansko)
Pour les articles homonymes, voir Vážany.
Vážany (en allemand : Waschan) est une commune du district de Blansko, dans la région de Moravie-du-Sud, en République tchèque. Sa population s'élevait à 231 habitants en 2020.

## Géographie
Vážany se trouve à 6 km au nord-nord-est de Boskovice, à 19 km au nord de Blansko, à 38 km au nord-nord-est de Brno et à 173 km à l'est-sud-est de Prague.
La commune est limitée par Knínice u Boskovic au nord et à l'est, par Boskovice au sud et par Sudice à l'ouest.

## Histoire
La première mention écrite de la localité date de 1167.